# Liparis curilensis
Liparis curilensis är en fiskart som först beskrevs av Gilbert och Burke 1912.  Liparis curilensis ingår i släktet Liparis och familjen Liparidae. Inga underarter finns listade i Catalogue of Life.